# Marquette-en-Ostrevant
Marquette-en-Ostrevant és un municipi francès, situat a la regió dels Alts de França, al departament del Nord. L'any 2006 tenia 1.517 habitants. Limita al nord-est amb Mastaing, a l'est amb Bouchain, al sud-est amb Wavrechain-sous-Faulx, al sud-oest amb Wasnes-au-Bac, a l'oest amb Marcq-en-Ostrevent i al nord-oest amb Émerchicourt.

## Demografia
| 1962                                       | 1968  | 1975  | 1982  | 1990  | 1999  | 2006  |
| ------------------------------------------ | ----- | ----- | ----- | ----- | ----- | ----- |
| 1.789                                      | 1.867 | 1.742 | 1.670 | 1.498 | 1.514 | 1.517 |
| Des de 1962: població sense dobles comptes |       |       |       |       |       |       |

## Administració
| Període | Identitat          | Partit |
| ------- | ------------------ | ------ |
| 2001-   | Jean-Marie Tondeur | PS     |